# 长根大戟
长根大戟（学名：Euphorbia pachyrrhiza）为大戟科大戟属的植物。分布于中亚以及中国大陆的新疆等地，生长于海拔1,200米至2,700米的地区，一般生长在干旱山坡以及草原，目前已由人工引种栽培。